# Lijst van oorlogsmonumenten in 's-Hertogenbosch
De Nederlandse gemeente 's-Hertogenbosch heeft 36 oorlogsmonumenten. Hieronder een overzicht.
| Nr.                             | Object                                           | Herdachte groep                                                                                              | Ontwerper                                                   | Onthulling        | Type                  | Locatie                                                  | Plaats           | Coördinaten                   | Foto                                             |
| ------------------------------- | ------------------------------------------------ | --- | ----------------------------------------------------------- | ----------------- | --------------------- | -------------------------------------------------------- | ---------------- | ----------------------------- | ------------------------------------------------ |
| 48                              | Oorlogsgedachtenis Monument Oud-Empel            | burgerslachtoffers, overig                                                                                   | Ad J.A. van Eck (12-07-1941)                                | 4 mei 1994        | overig                | Empelsedijk 19, 5235 AD                                  | Empel            | 51° 44' 11" NB, 5° 18' 18" OL |                                                  |
| 408                             | Sint-Joris en de draak                           | burgerslachtoffers                                                                                           | Peter Roovers                                               |                   | beeld/sculptuur       | Willem van Oranjelaan, 5211 CN                           | 's-Hertogenbosch | 51° 40' 46" NB, 5° 17' 32" OL | Meer afbeeldingen                                |
| 413                             | Monument voor P.L. Kerssens                      | burgerslachtoffers                                                                                           |                                                             |                   | gedenksteen           | Buitenhaven, 5211                                        | 's-Hertogenbosch | 51° 41' 33" NB, 5° 17' 58" OL |                                                  |
| 414                             | Madonna-monument                                 | verzet Nederland                                                                                             | Peter Roovers                                               | 22 september 1956 | beeld/sculptuur       | Kapelaan Koopmansplein 116, 5212                         | 's-Hertogenbosch | 51° 41' 38" NB, 5° 18' 37" OL | Meer afbeeldingen                                |
| 415                             | 53rd Welsh Division Memorial                     | geallieerde militairen                                                                                       | John Harrisson                                              | 25 oktober 1952   | zuil                  | Aartshertogenlaan, 5212 CB                               | 's-Hertogenbosch | 51° 41' 55" NB, 5° 19' 34" OL | Meer afbeeldingen                                |
| 417                             | Verzetsmonument 's-Hertogenbosch                 | verzet Nederland                                                                                             | Peter Roovers                                               |                   | beeld/sculptuur       | Hekellaan, 5211                                          | 's-Hertogenbosch | 51° 41' 8" NB, 5° 18' 47" OL  | Meer afbeeldingen                                |
| 1014                            | Joods Scholierenmonument                         | vervolgden Nederland                                                                                         | Marijke Theunissen                                          | 28 april 1995     | beeld/sculptuur       | Papenhulst, 5211                                         | 's-Hertogenbosch | 51° 41' 11" NB, 5° 18' 37" OL | Meer afbeeldingen                                |
| 1015                            | Bevrijdingsmonument Rosmalen                     | algemeen, geallieerde militairen, burgerslachtoffers                                                         | Frans van der Burgt                                         | 5 mei 1970        | zuil                  | Schoolstraat 16, 5241 NB                                 | Rosmalen         | 51° 43' 8" NB, 5° 21' 48" OL  | Meer afbeeldingen                                |
| 1091                            | Herdenkingsmonument                              | burgerslachtoffers                                                                                           | A.P.M. v/d Borck                                            | 4 mei 1990        | gedenksteen           | Dorpstraat 1, 5391 AS                                    | Nuland           | 51° 43' 21" NB, 5° 26' 9" OL  |                                                  |
| 1220                            | Christus Koningbeeld                             | burgerslachtoffers                                                                                           | Charles Grips                                               | 8 augustus 1949   | beeld/sculptuur       | Hintham, bij 43, 5246AC                                  | Hintham          | 51° 42' 0" NB, 5° 20' 22" OL  | Meer afbeeldingen                                |
| 1221                            | Oorlogsmonument                                  | algemeen, burgerslachtoffers                                                                                 | J.W. de Rens Oss                                            | 5 mei 1947        | Kruis                 | Kruisstraat, 5243 RD                                     | Rosmalen         | 51° 43' 48" NB, 5° 23' 44" OL |                                                  |
| 1222                            | Indië-monument                                   | militairen in dienst van het Ned. Kon. na 1945                                                               | Jos Heijmans, Harry Gruben                                  | 1 augustus 1998   | plaquette             | Nieuwstraat, 5241 CM                                     | Rosmalen         | 51° 43' 5" NB, 5° 21' 32" OL  | Meer afbeeldingen                                |
| 1224                            | Vennehof                                         | burgerslachtoffers                                                                                           | Harry Gruben                                                | 4 mei 1995        | kapel                 | Nieuwstraat, 5241 CM                                     | Rosmalen         | 51° 43' 5" NB, 5° 21' 32" OL  | Meer afbeeldingen                                |
| 2330                            | Plaquette in het NS-station                      | burgerslachtoffers                                                                                           | Ir. H.G.J. Schelling (ontwerp), H.J. Winkelman (uitvoering) | 19 oktober 1948   | plaquette             | Stationsstraat 2, 5241 EE                                | Rosmalen         | 51° 42' 49" NB, 5° 21' 33" OL | Meer afbeeldingen                                |
| 2331                            | Plaquette in het NS-station                      | burgerslachtoffers                                                                                           | Ir. H.G.J. Schelling (ontwerp), H.J. Winkelman (uitvoering) | 14 oktober 1948   | plaquette             | Stationsplein 147, 5211 BP                               | 's-Hertogenbosch | 51° 41' 26" NB, 5° 17' 44" OL | Plaquette in het NS-station                      |
| 2404                            | Grafmonument van Bram Lafeber en Frans Moussault | burgerslachtoffers                                                                                           | Piet Verdonk                                                |                   | beeld/sculptuur       | Herven 1, 5231 LA                                        | Orthen           | 51° 42' 17" NB, 5° 18' 28" OL | Grafmonument van Bram Lafeber en Frans Moussault |
| 2412                            | Monument in het stadhuis                         | burgerslachtoffers, overig                                                                                   |                                                             | 15 augustus 1972  | plaquette             | Wolvenhoek 1, 5211 HH                                    | 's-Hertogenbosch | 51° 41' 14" NB, 5° 18' 11" OL |                                                  |
| 2470                            | Indië-monument                                   | militairen in dienst van het Ned. Kon. 1940-1945, militairen in dienst van het Ned. Kon. na 1945             | Saskia Vermeesch                                            | 10 juli 2004      | overig                | Zuiderparkweg, 5216 HA                                   | 's-Hertogenbosch | 51° 40' 58" NB, 5° 19' 12" OL | Meer afbeeldingen                                |
| 2616                            | Welsh Room                                       | geallieerde militairen                                                                                       |                                                             |                   | overig                | Wolvenhoek 1, 5211 HH                                    | 's-Hertogenbosch | 51° 41' 14" NB, 5° 18' 11" OL |                                                  |
| 2617                            | Plaquette op het voormalige Joodsch Lyceum       | vervolgden Nederland                                                                                         |                                                             |                   | plaquette             | Papenhulst 7, 5211 LC                                    | 's-Hertogenbosch | 51° 41' 13" NB, 5° 18' 37" OL |                                                  |
| 2618                            | Monument in de Oranjegalerij                     | militairen in dienst van het Ned. Kon. 1940-1945                                                             | Peter Roovers                                               | 3 mei 1947        | overig                | Wolvenhoek 1, 5211 HH                                    | 's-Hertogenbosch | 51° 41' 14" NB, 5° 18' 11" OL |                                                  |
| 2619                            | Monument op Fort Sint-Antonie                    | geallieerde militairen                                                                                       | Guus Keser                                                  | 29 oktober 1994   | beeld/sculptuur       | Hekellaan 60, 5211 LZ                                    | 's-Hertogenbosch | 51° 41' 21" NB, 5° 18' 15" OL | Monument op Fort Sint-Antonie                    |
| 3008                            | HONI-monument                                    | militairen in dienst van het Ned. Kon. 1940-1945, burgers voormalig Nederlands-Indië                         | Eugène van Abkoude                                          | 15 augustus 2005  | gedenksteen           | Grevelingen 66, 5215 ES                                  | 's-Hertogenbosch | 51° 41' 23" NB, 5° 19' 23" OL |                                                  |
| 3480                            | Herdenkingsraam                                  | geallieerde militairen                                                                                       | graveerbedrijf Adelfi (laseren van de namen)                | 26 oktober 2009   | glas-in-lood          | Wolvenhoek 1, 5211 HH                                    | 's-Hertogenbosch | 51° 41' 14" NB, 5° 18' 11" OL |                                                  |
| 3643                            | Oorlogsmonument                                  | burgerslachtoffers, militairen in dienst van het Ned. Kon. 1940-1945, verzet Nederland, vervolgden Nederland |                                                             |                   | overig                | Lindenlaan, 5381 GJ                                      | Vinkel           | 51° 42' 20" NB, 5° 27' 43" OL | Meer afbeeldingen                                |
| 3644                            | Monument voor Petrus Gerardus van der Lee        | verzet Nederland                                                                                             |                                                             |                   | plaquette             | Lindenlaan                                               | Vinkel           | 51° 42' 20" NB, 5° 27' 43" OL |                                                  |
| 3682                            | Monument aan de Parallelweg                      | |                                                             |                   | beeld/sculptuur       | Parallelweg 11, 5223 AK                                  | 's-Hertogenbosch | 51° 41' 53" NB, 5° 17' 38" OL | Monument aan de Parallelweg                      |
| 3774                            | Monument voor twee bommenwerpers                 | geallierde militairen                                                                                        | Ad van Zantvoort & Peter Naylor, Colin van Zantvoort        | 6 juni 2013       | beeld/ sculptuur      | Kaathoven 13, 5383 KV                                    | Vinkel           | 51° 41' 35" NB, 5° 27' 22" OL |                                                  |
| 3775                            | Oorlogsmonument (2)                              | burgerslachtoffers                                                                                           |                                                             | 6 juni 2013       | gedenksteen           | Lindenlaan 22, 5382 JA                                   | Vinkel           | 51° 42' 18" NB, 5° 27' 46" OL |                                                  |
| 4466                            | Short Stirling-monument                          | geallieerde militairen                                                                                       | Marc Jansen                                                 | 4 mei 2022        | overige               | Weerscheut 3, 5381 GS                                    | Vinkel           |                               |                                                  |
| 4467                            | Spitfire-monument                                | Burgerslachtoffers, geallieerde militairen                                                                   | Marc Jansen                                                 | 4 mei 2022        | overige               | Bleekseweg, 5383 KM                                      | Vinkel           |                               |                                                  |
| 4468                            | Cromwell-monument                                | geallieerde militairen                                                                                       | Marc Jansen                                                 | 4 mei 2022        | overige               | Nulandse Weerscheut bij 1, 5382 JH                       | Vinkel           | 51° 43' 3" NB, 5° 27' 6" OL   |                                                  |
|                                 | Oorlogsmonument                                  | burger slachtoffers                                                                                          |                                                             |                   | kruis en grafmonument | Achterstraat bij 6                                       | Engelen          | 51° 43' 11" NB, 5° 16' 21" OL | Oorlogsmonument                                  |
|                                 | Oorlogsgraven van het Gemenebest                 | geallieerde militairen                                                                                       |                                                             |                   | grafmonument          | Graaf van Solmsweg 99b (Algemene Begraafplaats), 5221 BM | Engelen          | 51° 42' 57" NB, 5° 16' 32" OL |                                                  |
|                                 | Monument voor Roma en Sinti                      | vervolgden Nederland                                                                                         |                                                             | 27 januari 2020   | reliëf                | Oranje Nassaulaan                                        | 's-Hertogenbosch |                               |                                                  |
| Dit oorlogsmonument op Wikidata | Stolpersteine                                    | vervolgden Nederland                                                                                         | Gunter Demnig                                               |                   | reliëf                | Zie Lijst van Stolpersteine in 's-Hertogenbosch          | 's-Hertogenbosch |                               | Meer afbeeldingen                                |

Alphen-Chaam ·
Altena ·
Asten ·
Baarle-Nassau ·
Bergeijk ·
Bergen op Zoom ·
Bernheze ·
Best ·
Bladel ·
Boekel ·
Boxtel ·
Breda ·
Cranendonck ·
Deurne ·
Dongen ·
Drimmelen ·
Eersel ·
Eindhoven ·
Etten-Leur ·
Geertruidenberg ·
Geldrop-Mierlo ·
Gemert-Bakel ·
Gilze en Rijen ·
Goirle ·
Halderberge ·
Heeze-Leende ·
Helmond ·
's-Hertogenbosch ·
Heusden ·
Hilvarenbeek ·
Laarbeek ·
Land van Cuijk ·
Loon op Zand ·
Maashorst ·
Meierijstad ·
Moerdijk ·
Nuenen, Gerwen en Nederwetten ·
Oirschot ·
Oisterwijk ·
Oosterhout ·
Oss ·
Reusel-De Mierden ·
Roosendaal ·
Rucphen ·
Sint-Michielsgestel ·
Someren ·
Son en Breugel ·
Steenbergen ·
Tilburg ·
Valkenswaard ·
Veldhoven ·
Vught ·
Waalre ·
Waalwijk ·
Woensdrecht ·
Zundert